# Gran Caldas
1905–1966
Entités précédentes :
- Antioquia
- Cauca
- Tolima

Entités suivantes :
- Caldas
- Quindío
- Risaralda

Le Gran Caldas, ou Viejo Caldas, nommé ainsi pour le différencier de l'actuel département homonyme, est un ancien département de la Colombie.
Créé en 1905, il est séparé entre les départements de Caldas, Quindío et Risaralda en 1966.